# Samraong Tong
Samraong Tong es uno de los ocho distritos que forman la provincia camboyana de Kompung Speu, con una población estimada en marzo de 2008 de 142 545 habitantes. Está dividido en las siguientes  comunas (khum), que se muestran asimismo con población estimada de 2008:
- Kahaeng 6,920
- Khtum Krang 6,738
- Krang Ampil 7,810
- Pneay 10,542
- Roleang Chak 8,101
- Roleang Kreul 12,071
- Saen Dei 11,349
- Sambour 8,313
- Samraong Tong 6,574
- Skuh 9,319
- Tang Krouch 8,281
- Thommoda Ar 9,559
- Trapeang Kong 17,356
- Tumpoar Meas 6,239
- Voa Sa 13,373[1]